# クボタ・GH系エンジン
クボタ・GH系エンジン（くぼた・じーえいちけいえんじん）とは、株式会社クボタが製造しているエンジンの系統。

## 特徴
全種類が空冷・単気筒・キャブレター仕様のOHVエンジンである。汎用エンジンではあるが、同社製の農機具に搭載する場合は、外装のカバー類の専用設計がされているものもある。
また、形式名の末尾に「G」の表記がされているもの(例:GH100-G)は、出力軸の回転数がクランク軸（実際のエンジンの回転数）の半分にされている。

### 形式名
- GH100 3.5psを発揮する。いわゆる管理機で多く採用される。
- GH130
- GH170
- GH250
- GH340 11.3psを発揮する。同社製の乗用田植機などに採用される。
- GH400

形式名にある数字はおおよその排気量を示す。
各エンジンにセルモーター付き仕様がある。そうでないものはリコイルスターター仕様である。